# مرد کوچک
مرد کوچک فیلمی به کارگردانی  و نویسندگی ابراهیم فروزش ساختهٔ سال ۱۳۷۶ است.

## بازیگران
- محمدرضا صفری
- حبیب اله مظفری
- علیجان لطفی
- مریم کاظمی
- مریم لطفی
- زهرا حسینی
- عماد نجفی
- محمدعلی آزادگان
- محمد باقر صیدانلو
- محمدعلی صادقی
- غلام نجفی
- منیره جمالیان
- حسین نصراله جعفری
- توران قادری